# ルビャナ・ピオベサナ
ルビャナ・ピオベサナ（Lubjana Piovesana　1997年1月3日- ）はオーストリアの柔道選手。イギリス出身。階級は63kg級。

## 経歴
最初はイギリスの選手として、2013年の世界カデ63㎏級で3位になった。2015年の世界ジュニアでは5位だった。2017年には グランプリ・アンタルヤとグランプリ・カンクン、さらには世界ジュニアで3位となった。2018年のグランプリ・トビリシでは3位だったが、 U23ヨーロッパ選手権で優勝した。2019年のグランプリ・マラケシュでは3位だった。2021年にイギリスを離れると、2023年からは練習拠点とするオーストリアに国籍を変更した。世界選手権では準決勝まで進むも、オリンピックチャンピオンのクラリス・アグベニューに敗れると、3位決定戦でもエズバシュ・ソフィに敗れて5位だった。 グランプリ・ザグレブと グランドスラム・アブダビではそれぞれ3位だった。2024年にはグランドスラム・バクーでIJFワールド柔道ツアー初優勝を飾ると、グランドスラム・ドゥシャンベでも優勝した。パリオリンピックでは5位だった。
IJF世界ランキングは3537ポイント獲得で15位(25/2/17現在)。

## 主な戦績
- 2013年 - 世界カデ　3位
- 2013年 - ヨーロッパカデ　3位
- 2015年 - 世界ジュニア　5位
- 2017年 - グランプリ・アンタルヤ　3位
- 2017年 - グランプリ・カンクン　3位
- 2017年 - ヨーロッパジュニア　5位
- 2017年 - 世界ジュニア　3位
- 2018年 - グランプリ・トビリシ　3位
- 2018年 - ヨーロッパオープン・ミンスク　優勝
- 2018年 - U23ヨーロッパ選手権　優勝
- 2019年 - グランプリ・マラケシュ　3位
- 2019年 - ヨーロッパオープン・タリン　優勝
- 2019年 - ワールドマスターズ　7位
- 2023年 - 世界選手権　5位
- 2023年 - グランプリ・ザグレブ　3位
- 2023年 - グランドスラム・アブダビ　3位
- 2024年 - グランドスラム・バクー　優勝
- 2024年 - グランドスラム・ドゥシャンベ　優勝
- 2024年 - パリオリンピック　5位
- 2025年 - グランドスラム・バクー　3位

(出典、JudoInside.com)